# Complejo Petroquímico José Antonio Anzoátegui
El Complejo Petroquímico José Antonio Anzoátegui (CJAA) está ubicado en Barcelona y Puerto Píritu, Estado Anzoátegui y tiene una superficie de 740 hectáreas en la que se encuentran instaladas las plantas de empresas mixtas en las que Pequiven tiene participación accionaria.

## Historia
Es uno de los tres complejos nacionales que administra Pequiven, situada entre las poblaciones de Píritu y Barcelona denominado oficialmente como Complejo Petroquímico General de División José Antonio Anzoátegui se inauguró el 14 de agosto de 1990, con el fin de impulsar el desarrollo de la petroquímica en el oriente del país y actuar como condominio industrial de las empresas mixtas que operan en el área, mediante el suministro de los servicios básicos necesarios para su operación. En la década de los 90' se crearon las líneas de producción. También conocido como el   Complejo Criogénico de Oriente. Dentro del área del complejo funcionan diferentes empresas entre ellas están:
- Supermetanol C.A. (1991) para producir 2000 T métricas de metanol de alta pureza a partir del gas metano
- Metanol de Oriente (Metor SA 1992) quienes producen:[2]
  - El Metanol, también conocido como alcohol metílico se emplea como anticongelante, disolvente y combustible. Su fórmula química es CH3OH (CH4O).
  - METIL TERBUTIL ETER (MTBE), que es un aditivo para mejorar el octanaje de la gasolina.
  - formaldehído, el cual es usado en la producción de madera artificial (MDF) y UFC 85.
  - producción de tinner, que se utiliza en la industria de la pintura

En 1998 comienzan a operar las plantas de Urea y Amoniaco de: 
- Fertilizantes Nitrogenados de Venezuela (Fertinitro), empresa que por su importancia estratégica para el desarrollo agroalimentario

Dentro del complejo desde finales de los 90 también funcionaban seis plantas de mejoradores de petróleo crudo extrapesado
- Petropiar (AMERIVEN) inicia el año 2004 con participación accionaria de 30% de chevron y 70% de PDVSA con Cap. de procesamiento 190 MBPD, actualmente produce 130 MBPD crudo pesado[3]

- Petromonagas (CERRO NEGRO) inicia el año 2001 empresa Mixta conformada por el capital accionario de PDVSA CVP 83,37% y Brithish Petroleum (BP) con 16,67%, desde 2016 es Rosneft socia con 40% de acciones y PDVSA mantiene 60%,[4] su capacidad instalada es de 140 MBD, produce 108 MBD de crudo mejorado[5] En febrero de 2016 PDVSA vendió parte de sus acciones de la empresa mixta Petromonagas a Rosneft que paso de 16.67% a ser propietaria del 40%.[6]

- Petro San Félix (Petrozuota)  Inicia en el año 2000 con una capacidad de 140 MBD de crudo pertenecía a Conoco Phillips/PDVSA, a partir del 2007 paso el 100% a PDVSA[7] cuenta con dos depósitos con una cap. de 300 MB. sus Yacimientos registran una producción promedio de 108 / 110 MBD. el crudo es transportado por 232 km de tuberías desde la estación de bombeo de Zuata hasta la estación de Bombeo de Jose. ConocoPhillips no llegó a ningún acuerdo y tiene una demanda ganada en marzo de 2019 (ver  Litigio con ConocoPhillips)

- Petrocedeño (SINCOR) Inició el año 2001 su componente accionario de esta empresa mixta está constituido por Pdvsa 60%, la empresa Francesa Total 30,3% y la empresa Noruega Statoil 9,7% Procesa 200 mil barriles diarios de crudo extrapesado (8 °API) provenientes del División Junín en la Faja Petrolífera del Orinoco, y los mejora en 160 MBD de Zuata Sweet, un crudo liviano de 32° API, producto prémium mejorado, constituido de mayor valor comercial que se procesa en el Complejo Industrial G/D José Antonio Anzoátegui. Durante el proceso de mejoramiento se obtienen a diario 900 toneladas de azufre y 6 mil toneladasde coque. Produce 180 MBD de crudo mejorado
- Petroanzoategui inició operaciones el 2001,[8] con Cap de procesamiento de 130 MBPD crudo pesado
- Sinovensa Empresa Mixta que en si, no es una mejoradora sino es una mezcladora de crudo extrapesado del Orinoco con un petróleo más liviano, conformada por el capital accionario de PDVSA 51% y la china CNPC con 49%, Produce 105 mil barriles día de la calidad de crudo Merey 16”[9]

Para 2015, cuando el complejo cumplió 25 años de operaciones, esta petroquímica era responsable de la exportación del 65% del crudo venezolano al despachar en promedio unos 1,2 millones de barriles diarios. 
Gracias a la ineficiencia en la administración y gerencia de la petrolera PDVSA, su productividad ha caído a niveles mínimos, llevando a su estructura y estado actual a un estado precario por la falta de mantenimiento.

## Medio Ambiente, las montañas de coque y azufre
La acumulación de coque en las instalaciones del complejo formaban inmensas montañas que llegaban hasta los 30 a 60 metros de altura. el origen esta en el tratamiento del crudo extrapesado en cada uno de los mejoradores entre los años 2006 y 2014, Numerosas estimaciones calculan que las empresas que procesan el petróleo proveniente de la Faja Petrolífera del Orinoco producen unas 15.000 toneladas de coque diariamente y se habla de una acumulación de este residuo en los patios de entre 10 y 40 millones de toneladas. El coque contiene metales pesados como el vanadio y el níquel que son una amenaza para la salud humana y la biodiversidad. Las partículas pueden fácilmente entrar a las vías respiratorias a través del aire. En menor escala también hay depósitos de azufre como resultado del mejoramiento de los petróleos extrapesados.
Los gases emitidos por el complejo generan severas contaminaciones del aire. Resultados de estudios publicados en el balance anual 2013 de Pdvsa confirman las denuncias de las comunidades y especifica que, al menos en 4 parámetros, en el (CJAA) se generan emisiones contaminantes por encima de lo establecido en la normativa. Se cuentan gases tan dañinos como el H2S o ácido sulfhídrico. Además, cabe agregar que estas emisiones constituyen una terrible contribución al problema del cambio climático.
Venezuela antes del 2007 era el segundo exportador de coque con unas 50 mil toneladas al año, la verdadera tragedia ocurrió el 3 de enero de 2009, un incendio en uno de los terminales de embarque del Complejo Criogénico “José Antonio Anzoátegui” acabó con la banda que transportaba el coque a los buques exportadores. A partir de esa fecha se comenzó a acumular, La transnacional  Koch Terminales y Sólidos del Caribe CA  era la encargada de las labores de colocación en los barcos, y su casa matriz,  Koch Mineral C.A.  se encargaba de la comercialización en el extranjero (el coque venezolano era comprado por Holanda, Turquía, Italia y Brasil)
Después de una licitación en el año 2016 varios medios de comunicación sostienen que una semana después de financiar la defensa de los sobrinos presidenciales, en el portal de Pdvsa el resultado de la licitación para el acondicionamiento, manejo y desalojo del coque en el Complejo Industrial José Antonio Anzoátegui, la había ganado una empresa Maroil Trading, propiedad de Wilmer Ruperti se adjudica el contrato de 138 millones de dólares para deshacerse de montaña de coque, cuyo valor real en el mercado internacional es de mil millones de dólares.
En noviembre de 2019 Venezuela exportó 26,000 toneladas de coque a Cuba a un precio promedio de 65 dólares la tonelada para un total de 1,700 millones de dólares